# Tênis de mesa nos Jogos Paralímpicos de Verão de 2008 - Equipes femininas
A competição do Tênis de mesa Equipes femininas dos Jogos Paraolímpicos de Verão de 2008 será disputado entre 12 de setembro e 16 de setembro. As competições serão realizadas no Ginásio da Universidade de Pequim, em Pequim, na China.

## Medalhistas

### Classe T1 a T5 (cadeirantes)
| Ouro | [[Ficheiro:Predefinição:Country flag IOC alias\|22x20px\|border\|none]]' |

| Ouro | [[Ficheiro:Predefinição:Country flag IOC alias\|22x20px\|border\|none]]' |

| Ouro | [[Ficheiro:Predefinição:Country flag IOC alias\|22x20px\|border\|none]]' |

| Ouro | [[Ficheiro:Predefinição:Country flag IOC alias\|22x20px\|border\|none]]' |

| Ouro | [[Ficheiro:Predefinição:Country flag IOC alias\|22x20px\|border\|none]]' |

### Classe T6 a T10 (andantes)
| Ouro | [[Ficheiro:Predefinição:Country flag IOC alias\|22x20px\|border\|none]]' |

| Ouro | [[Ficheiro:Predefinição:Country flag IOC alias\|22x20px\|border\|none]]' |

| Ouro | [[Ficheiro:Predefinição:Country flag IOC alias\|22x20px\|border\|none]]' |

| Ouro | [[Ficheiro:Predefinição:Country flag IOC alias\|22x20px\|border\|none]]' |

| Ouro | [[Ficheiro:Predefinição:Country flag IOC alias\|22x20px\|border\|none]]' |